# Apostolisches Vikariat Tucupita
Das Apostolische Vikariat Tucupita (lat.: Apostolicus Vicariatus Tucupitensis) ist ein in Venezuela gelegenes römisch-katholische Apostolisches Vikariat mit Sitz in Tucupita. Es umfasst den Bundesstaat Delta Amacuro.

## Geschichte
Papst Pius XII. gründete das Apostolische Vikariat am 30. Juli 1954 aus Gebietsabtretungen des Apostolischen Vikariats Caroní. 

## Apostolische Vikare von Tucupita
- Argimiro Álvaro García Rodríguez OFMCap (1955–1985)
- Felipe González González OFMCap (25. November 1985–26. Mai 2014, dann Apostolischer Vikar von Caroní)
- Ernesto José Romero Rivas OFMCap (seit 7. April 2015)

## Weblinks

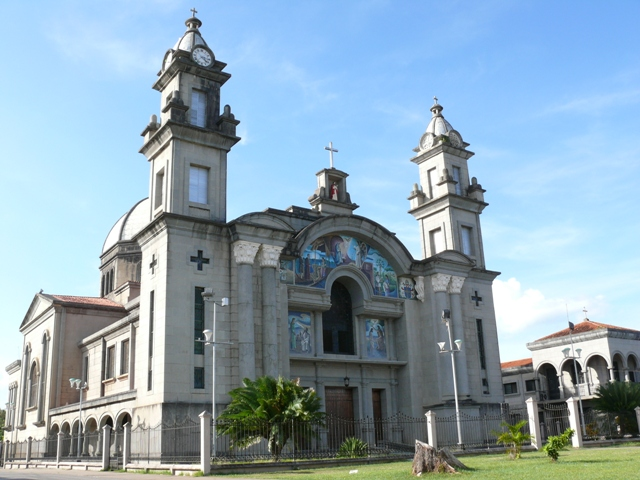
Kathedrale Divina Pastora in Tucupita